# شعیبه (استان بسکره)
شعیبه (به عربی: الشعیبة) یک شهرداری در الجزایر است که در استان بسکره واقع شده‌است.